# Пломп, Геррит
Геррит Пломп (нидерл. Gerrit Plomp; род. 27 июня 1963, Утрехт) — нидерландский футболист, защитник.

## Карьера
Во взрослом футболе дебютировал в 1983 году в клубе «Утрехт», где провёл первые шесть сезонов своей игровой карьеры. В сезоне 1984/85 вместе с командой стал обладателем Кубка Нидерландов.
В 1989 году ненадолго перешёл в немецкий клуб «Бохум», а затем вернулся в Нидерланды, где стал выступать за «Фейеноорд». Завершил карьеру футболиста в 1992 году в клубе «Фортуна» (Ситтард).

## Достижения
«Утрехт»
- Обладатель Кубка Нидерландов: 1984/85[3]